# 本瑞寺 (三浦市)

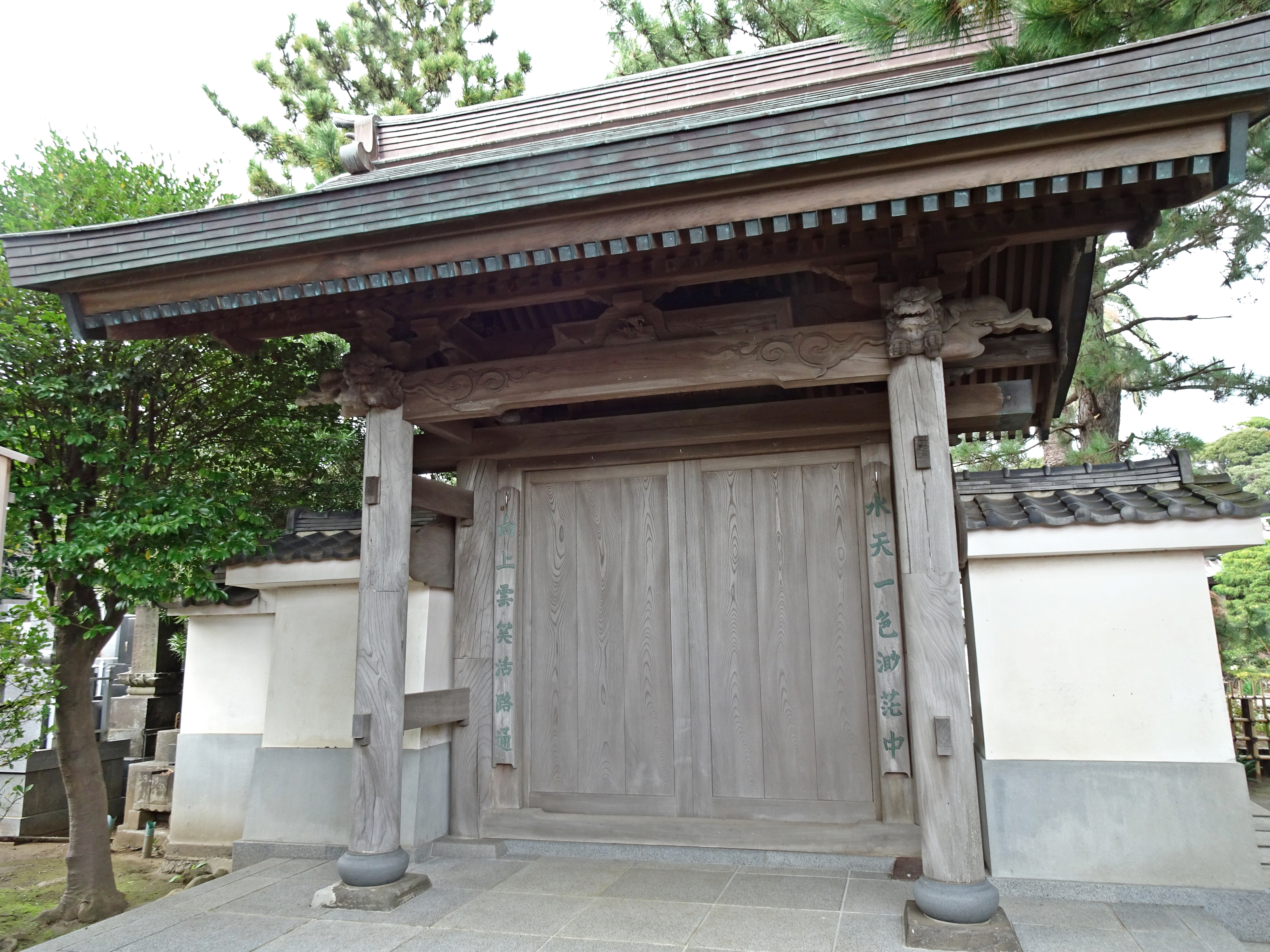
本瑞寺山門

本瑞寺（ほんずいじ）は、神奈川県三浦市にある曹洞宗の寺院。

## 前史
鎌倉時代、鎌倉幕府歴代将軍は当地を度々訪れており、別荘も構えていた。初代将軍源頼朝も3つの別荘を持っていた。頼朝の別荘は「桜の御所」「桃の御所」「椿の御所」と呼ばれており、別荘跡地はそれぞれ本瑞寺（当寺）・見桃寺・大椿寺になっている。

## 歴史
1394年（応永元年）、三浦義意の開基である。義意は相模三浦氏最後の当主である。
境内の鐘楼にある梵鐘とは別に、本堂には「康永三年（1344年）」の銘が入った梵鐘がある。神奈川県の重要文化財に指定されている。
墓地には、東京美術学校教授の岩村透や彫刻家の北村四海の墓がある。

## 文化財
- 銅鐘（神奈川県指定重要文化財 昭和44年12月2日指定）[2]

## 交通アクセス
- 路線バス三崎港停留所より徒歩13分。